# Powiat d'Olkusz
Le powiat d'Olkusz (en polonais, powiat olkuski) est un powiat appartenant à la voïvodie de Petite-Pologne dans le sud de la Pologne.

## Division administrative
Le powiat d'Olkusz comprend 6 communes :
- 1 commune urbaine : Bukowno ;
- 2 communes urbaines-rurales : Olkusz et Wolbrom ;
- 3 communes rurales : Bolesław, Klucze et Trzyciąż.